# Andreja Črnak Meglič
Andreja Črnak Meglič, slovenska političarka in sociologinja, * 14. februar 1955, Ljubljana.

## Življenjepis

### Državni zbor
2008-2011
V času 5. državnega zbora Republike Slovenije, članica Socialnih demokratov, je bila članica naslednjih delovnih teles:
- Komisija za peticije ter za človekove pravice in enake možnosti (podpredsednica)
- Odbor za zdravstvo (članica)
- Odbor za delo, družino, socialne zadeve in invalide (predsednica)

Na državnozborskih volitvah leta 2011 je kandidirala na listi SD.